# San Lupo
San Lupo község (comune) Olaszország Campania régiójában, Benevento megyében.

## Fekvése
A megye északi részén fekszik. Határai: Casalduni, Cerreto Sannita, Guardia Sanframondi, Ponte, Pontelandolfo és San Lorenzo Maggiore.

## Története
A települést valószínűleg a beneventói San Lupo e Zosimo bencés apátság szerzetesi alapították. A normann idők óta nemesi birtok.A 19. században nyerte el önállóságát, amikor a Nápolyi Királyságban felszámolták a feudalizmust.

## Népessége
A népesség számának alakulása:

## Főbb látnivalói
- Madonna dell’Annunziata-templom
- San Giovanni Battista-templom